# Салса (плес)
Салса је врста плеса. Реч „салса“ значи „сос“, а настала је у Њујорку у недостатку израза за нове плесове који су се појавили у том граду. Термин „салса“ се користио за цео спектар различитих карипских плесова: румбу, сон монтуно, мамбо, ча-ча, данзон, плену, бомбу, меренге итд. Касније се тај израз употребљавао за новонастали плес, који је данас познат као „салса“.
Масовна употреба речи „салса“ за плес и музику почиње тек након 1976. године, када је њујоршки магазин Билборд објавио додатак на 24 стране под називом „Салса експлозија“. Тада су и сви остали медији почели да користе овај термин. Мада је кубански композитор Игњацио Пињерио написао песму (шп. Echale Salsita), или „Додај мало салсе“ још 1933. године где овом речју означава покрете у плесу и врсту музике.
Постоје многи стилови салсе: кубански, порторикански, колумбијски, Њујорк, Л. А. и други.
За разлику од стандардних плесова, у салси нема много кретања кроз простор, а људи често сами играју. 
Cалса се игра уз музику од осам тактова, који су подељени на два дела од по четири такта. Од та четири такта, салса обично користи три, док је један такт пауза. Међутим, на тај један такт може да се одигра теп, кик итд. Музика обично подразумева компликован и брз ритам удараљки.

## Историја салсе
Салса музика је спој традиционалних афричких, кубанских и других латино-америчких ритмова који су пренети са Кубе и Порторика до Њујорка током миграција, негде између 1940-их и 1970-их година. Постоје подељена мишљења да ли је салса настала на Куби или у Порторику. На оба острва то је главни плес и познат је широм света. Плесни кораци који се играју у кубанској салси потичу од кубанског сона, али су на њих имали утицај и други кубански плесови, као што је мамбо, ча-ча, гуарача, чангуи, румба, јамбу и други.
На Куби је она добила нови облик у групном плесу Руеда Де Kасино, где парови формирају круг и играју уз помоћ вође који објављује сваку следећу фигуру. Руеда се наравно игра и код нас.
Значајна имена за развој салсе су Доминиканац Јохну Пацхецо (шп. Johnu Pacheco) који је формирао своју дискографску кућу 1964. са којом је веома успешно промовисао латино музику. Остали битни музичари за развој салсе су: Карлос Сантана, Тито Пуенте, Буена Виста и многи други знани и незнани.

## О салси
Појам друштвени плес означава да се у школама плеса он учи на рекреативном нивоу, али је зато најзаступљенији на забавама и плесним вечерима. Код нас је салса већ постала својеврсни бренд па се не каже да „идем на плес“ већ на „салсу“, или „не идем на плесно вече“ вец на „салса журку“.
Сами ови термини су помогли да се код нас превазиђу одређене предрасуде у вези плеса, посебно код мушкараца, тако да на салси има поред девојака, и велики број мушкараца. Остало је допринела сама салса.
Салса је у суштини веома једноставан плес састављен од шест корака на осам музичких бита. Када се добро савладају и увежбају ти основни кораци, а самим тим и ритам, онда је учење разних фигура веома једноставно. Девојке чак не морају све ни да их знају већ треба да науче да добро прате партнере.
Треба знати да за исту фигуру постоје разлике у називима од школе до школе.
Карактеристике салсе: окрети руком, велика варијација корака. Оно у чему се још разликује од мамбо плеса је да се кораци могу играти са благо савијеним коленима, док се код мамбо плеса то не толерише.
Код нас се до пре 8 година играо мамбо плес (сетите се филма „Прљави плес“). А онда се појавио кубански оркестар „Воз латина“ и салса грозница је кренула. Прво су плесне школе убациле салсу у свој репертоар, затим су почеле да ничу само салса школе. Све је више Кубанаца у Београду који подучавају салсу, а неки имају и своје школе салсе. Организују се салса фестивали, такмичења и најважније, скоро сваконоћне, салса журке.
Е сад, пошто су Кубанци ту, преовлађује кубански стил салсе. Око стилова често и саме школе праве забуну ради своје рекламе, јер је важно рећи да су сви стилови (кубански, порторикански, Њујорк стил, Лос Анђелес стил, колумбијски …) па и мамбо, међусобно компатибилни. Другим речима играч једног стила може играти са играчицом другог стила и обрнуто.

## Стилови салсе
Постоји већи број стилова салсе, а данас су најпознатији: кубански (казино), Њујорк, Лос Анђелес, порторикански и колумбијски.

## Начини играња салсе

### Салса у линији
Код ове варијанте салсе, који у Србији називају линијском салсом, вођа изводи одређене покрете или фигуре, а група иза њега га прати и покушава да ради исто што и он. Овде се користи сложен рад ногу, руку и остатка тела.

### Казино
Кубанци салсу зову „казино“ и притом се мисли на играње у пару. Игру Кубанаца карактеришу мали кораци, савијена колена, кружно кретање. На стил и кретање у кубанској салси утицај је имала кубанска фолклорна традиција попут румбе, орише, сона и мамба. За разлику од линијских салса, у кубанској салси мушкарац је у првом плану. У Србији се салса игра углавном на 1 (први од четири такта), а Кубанци се више фокусирају на саме инструменте у музици па може да се деси да играју и на 2, 3 или 4. Њихов ритам је углавном „тиемпо“ (на 1) или „контра тиемпо“ (на 2).

### Руеда де казино
Руеда је формација од два или више парова где једна особа „виче“ фигуру и одиграва је, а остали парови играју ту фигуру. Суштина руеде је у забави и није важно уколико неко направи грешку. Да би играчи играли у руеди, морају претходно добро да савладају казино.

### Салса кон дос
Ово је начин играња салсе где мушкарац игра са две девојке у исто време. Сваку девојку држи са по једном руком. Девојке немају контакт. Постоји и формација где једна девојка може играти са два мушкарца.